# Polideportivo de Itagüí
El Polideportivo Óscar López de Itagüi es un coliseo deportivo que se encuentra en la Ciudad de Itagüí, Colombia. En este, se practican varias disciplinas deportivas pero la más relevante es el voleibol. El coliseo fue inaugurado en 1981 y tiene capacidad para 3.000 espectadores.

## Características
En la parte interna del coliseo posee una cancha de Voleibol. En la parte externa posee una cancha de microfútbol en pavimento y al lado existe una cancha para futbol en arenilla. Esta cancha para futbol en arenilla es considerada como tradicional para las escuelas de fútbol en Itagüí. Esta cancha fue una de las primeras en la ciudad de Itagüí.